# Gone (série télévisée)
Pour les articles homonymes, voir Gone.
Gone ou Recherché au Québec, est une série télévisée en coproduction États-Unis, France et Allemagne en douze épisodes de 40 minutes créée par Matt Lopez, inspirée du roman One Kick (publié sous le titre « Pourquoi moi » en français) de Chelsea Cain (en). Elle est présentée en avant-première en Australie sur Universal Channel dès le 13 novembre 2017, au Canada à partir du 16 septembre 2018 sur Bravo, et aux États-Unis, elle a été diffusée à partir du 27 février 2019 sur WGN America.
En Belgique, la série est diffusée du 17 janvier au 21 février 2018 sur La Deux, en France du 23 janvier au 27 février 2018 sur TF1, et au Québec à partir du 1er novembre 2018 sur AddikTV. Elle reste inédite dans les autres pays francophones.

## Synopsis
Enfant, Kit « Kick » Lannigan est sortie vivante d'un enlèvement très médiatisé. Elle s'est depuis entrainé aux arts martiaux et au maniement des armes à feu. Elle a même intégré une section spéciale, dont la mission est de résoudre des affaires d'enlèvements et de personnes disparues. Kick va ainsi pouvoir apporter son expertise unique à cette équipe, dont fait partie l'agent fédéral Frank Novak, qui l'a jadis sauvée.

## Distribution
- Chris Noth (VF : Bernard Lanneau) : l'agent fédéral Frank Novak[6]
- Leven Rambin (VF : Adeline Moreau) : Kit « Kick » Lannigan[7]
- Danny Pino (VF : Xavier Fagnon) : l'agent fédéral John Bishop[8]
- Andy Mientus (en) (VF : Emmanuel Garijo) : James Finley
- Tracie Thoms (VF : Nathalie Homs) : l'agent fédéral Maya Kennedy (9 épisodes)
- Kelly Rutherford (VF : Céline Duhamel) : Paula Lannigan (5 épisodes)

## Production
Gone est la première des trois séries issues d'un partenariat entre le RTL Group, le diffuseur français TF1 et NBCUniversal. Ce partenariat a été décidé début 2015, les trois séries devant être produites dans les deux ans. Finalement, après deux ans, les deux autres n'ont pas encore été produites. Gone était initialement développée depuis 2013 par NBC, qui ne l'a finalement pas commandée. Initialement destinée à Mediengruppe RTL Deutschland, le programme est repris par la station sœur VOX,[source insuffisante]. Aux États-Unis, elle a été reprise par WGN America.

## Épisodes
1. 36 heures (Pilot)
2. Changement d'itinéraire (Ride)
3. Se battre ou s'enfuir (Crystal)
4. À l'affût (Tiger)
5. Le Réseau (Savior)
6. La Rançon de la gloire (Family Photo)
7. Le Chasseur (Don't Go)
8. Le Grand Jury (Romans)
9. Les Liens qui nous unissent (Exigent Circumstances)
10. Secuestrado (Secuestrado)
11. Les Enfants volés (Demons)
12. Nous sommes Légion (Rise)